# Ганс-Йоахім Ганнеманн
Ганс-Йоахім Ганнеманн (нім. Hans-Joachim Hannemann, 5 квітня 1915 — 6 березня 1989) — німецький академічний веслувальник.
Бронзовий призер Олімпійських Ігор 1936 року в складі вісімки.
Чемпіон Європи 1938 року в складі вісімки.